# デルフィーヌ・ルドゥー
デルフィーヌ・ルドゥー（Delphine Ledoux, 1985年5月15日 - ）は、フランスの新体操選手である。 
カレー出身。
2012年ロンドンオリンピックに出場し、個人総合の成績は第13位
。